# Grégoire Hetzel
Pour les articles homonymes, voir Hetzel.
Grégoire Hetzel, né le 20 juin 1972 à Paris, est un compositeur français de musique de film.

## Biographie
Grégoire Hetzel est élève du Conservatoire national supérieur de musique de Paris qu'il intègre à l'âge de quinze ans. Il compose plusieurs musiques pour des films muets de la Cinémathèque française. 
Au début des années 2000, il est remarqué pour son travail avec les réalisateurs français Mathieu Amalric et Emmanuel Bourdieu puis Arnaud Desplechin (notamment Trois souvenirs de ma jeunesse pour lequel il est nommé aux César en 2016), Catherine Corsini et Cédric Anger,.
Régulièrement comparé à Georges Delerue[réf. nécessaire], son travail couvre tous les champs musicaux depuis la musique classique symphonique, le jazz, la folk jusqu'à la musique pop ou les musiques électroniques, à l'exemple de son travail pour L'Arbre de Julie Bertuccelli pour lequel il est nommé aux César en 2011. Il compose également la bande originale de films de Denis Villeneuve (Incendies, film nommé aux Oscar en 2011).
Les réalisateurs lui sont fidèles, comme Bourdieu (Les amitiés maléfiques, Intrusions, Louis-Ferdinand Céline), Desplechin (Roubaix, une lumière, Rois et reine, L'aimée, Un conte de Noël, La forêt, Trois souvenirs de ma jeunesse, Les fantômes d'Ismaël) et Amalric (La chambre bleue).
En 2006, Grégoire Hetzel co-compose, arrange et réalise le premier album de Marie Modiano, I'm Not a Rose.
En 2012-2013, il compose l'opéra La Chute de Fukuyama, en collaboration avec l'écrivain Camille de Toledo. L'œuvre prend pour thèmes d'une part les travaux du philosophe et économiste néoconservateur américain Francis Fukuyama, dont les thèses sur la « fin de l'histoire » marquent la fin du XXe siècle, et d'autre part les attentats du 11 septembre 2001. Elle est créée le 29 mars 2013 à la Salle Pleyel à Paris par l'orchestre philharmonique de Radio France dirigé par Daniel Harding.
Par ailleurs, il est l’auteur d’un roman, Le Vert paradis, publié en 2003 aux éditions Gallimard.

## Compositions

### Pour le cinéma
- 2001 : Candidature d'Emmanuel Bourdieu
- 2002 : Le Stade de Wimbledon de Mathieu Amalric
- 2004 : Vert paradis (ou Les Cadets de Gascogne) d'Emmanuel Bourdieu
- 2004 : Rois et Reine d'Arnaud Desplechin
- 2005 : Le Passager d'Éric Caravaca
- 2005 : La Vie privée de Zina Modiano
- 2006 : Les Amitiés maléfiques d'Emmanuel Bourdieu
- 2007 : Les Méduses d'Etgar Keret et Shira Geffen
- 2007 : Les Ambitieux de Catherine Corsini
- 2007 : L'Aimée d'Arnaud Desplechin
- 2008 : Un conte de Noël d'Arnaud Desplechin
- 2008 : Intrusions d'Emmanuel Bourdieu
- 2008 : Le Tueur de Cédric Anger
- 2009 : Le Bel Âge de Laurent Perreau
- 2009 : Complices de Frédéric Mermoud
- 2009 : Toutes les filles pleurent de Judith Godrèche
- 2010 : Incendies de Denis Villeneuve
- 2010 : Petit Tailleur de Louis Garrel
- 2010 : L'Arbre de Julie Bertuccelli
- 2011 : L'Avocat de Cédric Anger
- 2011 : Americano de Mathieu Demy
- 2011 : Out of Tehran de Monica Maggioni (documentaire)
- 2012 : Maman de Alexandra Leclère
- 2012 : Trois mondes de Catherine Corsini
- 2013 : Une autre vie d'Emmanuel Mouret
- 2013 : Dans la cour de Pierre Salvadori
- 2014 : La Chambre bleue de Mathieu Amalric
- 2014 : Chante ton bac d'abord de David André
- 2014 : La prochaine fois je viserai le cœur de Cédric Anger
- 2015 : Trois souvenirs de ma jeunesse d'Arnaud Desplechin
- 2015 : La Belle Saison de Catherine Corsini
- 2015 : Les Innocentes d'Anne Fontaine
- 2016 : L'Ami, François d'Assise et ses frères de Renaud Fély et Arnaud Louvet
- 2016 : Moka de Frédéric Mermoud
- 2017 : Le Secret de la chambre noire de Kiyoshi Kurosawa
- 2017 : Sage Femme de Martin Provost
- 2017 : Après la guerre d'Annarita Zambrano
- 2017 : Les Fantômes d'Ismaël d'Arnaud Desplechin
- 2018 : L'amour est une fête de Cédric Anger
- 2018 : Un amour impossible de Catherine Corsini
- 2019 : Holy Lands d'Amanda Sthers
- 2019 : Convoi exceptionnel de Bertrand Blier
- 2019 : Roubaix, une lumière d'Arnaud Desplechin
- 2019 : Docteur ? de Tristan Séguéla
- 2020 : La Bonne Épouse de Martin Provost
- 2020 : Amants de Nicole Garcia
- 2021 : Tromperie d'Arnaud Desplechin
- 2022 : Frère et Sœur d'Arnaud Desplechin
- 2022 : L'Innocent de Louis Garrel
- 2025 : La Fille d'un grand amour d'Agnès de Sacy
- 2025 : Les Musiciens de Grégory Magne

### Pour la télévision
- 2005 : Clara Sheller (série télévisée) de Renaud Bertrand
- 2005 : Don Quichotte, ou les mésaventures d'un homme en colère (téléfilm) de Jacques Deschamps
- 2006 : Les Amants du Flore d'Ilan Duran Cohen
- 2008 : Clara Sheller (série télévisée, saison 2) d'Alain Berliner
- 2010 : Les Châtaigniers du désert (téléfilm) de Caroline Huppert
- 2011 : Tout le monde descend ! (téléfilm) de Renaud Bertrand
- 2011 : Chien de guerre (téléfilm) de Fabrice Cazeneuve
- 2012 : Hercule contre Hermès (documentaire) de Mohamed Ulad-Mohand
- 2012 : Rapace (téléfilm) de Claire Devers
- 2014 : La Forêt (téléfilm) d'Arnaud Desplechin
- 2014 : Détectives (saison 2) de Renaud Bertrand et Jean-Marc Rudnicki
- 2018 : Illégitime (téléfilm) de Renaud Bertrand (France 2)
- 2019 : Thanksgiving (mini-série ARTE)
- 2019 : La Forêt d'argent (téléfilm) d'Emmanuel Bourdieu
- 2021 : Paris Police 1900 (série télévisée)
- 2021 : La Corde (mini-série ARTE)

### Pour l'opéra
- 2013 : La Chute de Fukuyama, sur un livret de Camille de Toledo

## Distinctions

### Récompenses
- Prix Lumières 2016 : Prix de la meilleure musique pour La Belle Saison et Trois souvenirs de ma jeunesse
- Festival des créations télévisuelles de Luchon 2019 : Meilleure musique pour Thanksgiving

### Nominations
- 2009 : Prix France Musique-Sacem de la musique de film pour 'Un conte de Noël
- César 2011 : César de la meilleure musique originale pour L'Arbre
- 2012 : Prix France Musique-Sacem de la musique de film pour la musique d'Incendies
- 2014 : Prix France Musique-Sacem de la musique de film pour la musique de La Chambre bleue
- César 2016 : César de la meilleure musique originale pour Trois souvenirs de ma jeunesse
- 2016 : Prix France Musique-Sacem de la musique de film pour la musique de Trois souvenirs de ma jeunesse
- César 2019 : César de la meilleure musique originale pour Un amour impossible
- César 2020 : César de la meilleure musique originale pour Roubaix, une lumière
- César 2023 : César de la meilleure musique originale pour L'Innocent